# Eurochannel
Eurochannel es un canal de televisión por suscripción internacional de origen brasileño que emite contenido de producción europea. La programación del canal consiste en películas, series, documentales y música dentro de diferentes bloques temáticos.
Eurochannel emite en 86 países en las Américas, Europa, África y Asia, con versiones en castellano, inglés, francés, portugués, polaco, serbio y coreano.

## Historia
Fue lanzado en 1994 por el grupo brasileño Televisão Abril. En el 2000 fue adquirido por MultiThematiques Inc. (Groupe Canal+ y Vivendi) y cuatro años más tarde el exejecutivo de Noos, Lyonnaise Communications, Gustavo Vainstein, se hace cargo de la empresa.
Tras su éxito inicial en Brasil, Eurochannel fue distribuido también en el resto del continente latinoamericano con los más exitosos operadores de televisión paga. En 2007 el canal fue lanzado en Portugal y en Francia; en 2009 en Estados Unidos con versiones en inglés y en polaco para la gran comunidad de ese país, bajo el nombre de Kino Europa. En 2013 el canal expande sus cobertura en Europa y comienza emisiones en Serbia y en Bosnia-Herzegovina.
En 2012 Eurochannel expande sus emisiones a video bajo demanda y también comienza a ofrecer su programación para equipos con Google TV y Android con una aplicación paga. Estos servicios son por el momento únicamente ofrecidos en Estados Unidos.

## Programación
Eurochannel presenta una programación únicamente europea: películas, documentales, series y especiales de música. Además, también ofrece regularmente cobertura de los festivales de cine europeos más importantes. Toda la programación de Eurochannel es emitida en su idioma original con subtítulos en el idioma del país de emisión, así: en español, inglés, francés, portugués y serbio.

### Eurocine
Eurocinema ofrece una selección importante de filmes europeos, desde clásicos extraordinarios hasta los más recientes éxitos de los directores más brillantes de Europa.
Un mes, un país
- Mes italiano
- Mes de Alemania
- Mes de Finlandia
- Mes de Suiza

Ciclos
- Ciclo de cine eslovaco
- Ciclo de cine checo
- Las heroínas de Colette

### Euroseries
Mensualmente el canal presenta series nuevas de países tan diversos como Noruega, Suecia o Italia.
- Anna Pihl - Dinamarca
- Un caluroso noruego -  Noruega
- Lulu & Leon - Dinamarca
- Home / Work - Reino Unido (Gales)
- La Clase - Estonia
- Inspector Maigret (Fuera del aire) - Francia
- El acantilado - Islandia
- KDD Policía de investigación de Berlín - Alemania
- Mamma Mia! (Fuera del aire) - Italia
- Prosperidad - Irlanda
- Raccontami (Fuera del aire) - Italia
- Torpedo - Noruega
- Trilogía Underworld - Finlandia

### Euromúsica
En el espacio de Euromusic se presentan entrevistas, vídeos, documentales, reportajes especiales de artistas europeos. Los especiales de música son usualmente estrenados los domingos en la noche. Entre los artistas de la programación se presentan:
- Daft Punk
- Alejandro Sanz
- Robbie Williams
- Laura Pausini
- One Direction
- Enrique Iglesias
- The Wanted
- Adele
- David Guetta
- The Rolling Stones
- Lucio Dalla
- Nightwish
- Miguel Bosé
- Manu Chao
- Gorillaz
- David Bowie
- Patricia Kaas
- The Rasmus
- Andrea Bocelli
- Nneka
- Tim Bendzko
- Patrice
- Calvin Harris
- Tinie Tempah
- Tiziano Ferro
- Rosana
- Kings of Convenience
- Ed Sheeran
- La Oreja de Van Gogh
- Martin Garrix
- Ellie Goulding
- Seal
- Melendi
- Hombres G
- Alexandra Stan
- Jamiroquai
- Amaral
- Rita Ora
- Leona Lewis
- Harry Styles
- Vengaboys
- Elton John
- Whigfield
- Alex Ubago
- Nek
- U2
- Pink Floyd
- Jovanotti
- Alizée
- Aitana
- Tokio Hotel
- David Bisbal
- Enya
- t.A.T.u.
- Kate Ryan
- Edward Maya

### Eurotravel
Eurotravel presenta programas de viajes a los más hermosos e inusuales lugares de Europa. Destinos turísticos, sugerencias de alojamiento, compras, restaurantes, actividades culturales, son el fuerte de estos programas.
- Cocinar en la Toscana - Italia
- El alma de las grandes ciudades de Europa - Varios países
- Los 50 mejores restaurantes del mundo - Italia

### Eurofashion
Este segmento de Eurochannel presenta programas sobre la moda europea. Los programas de esta categoría incluyen especiales con diseñadores como: Giorgio Armani, Christian Dior, Valentino, Jean-Paul Gaultier, Gianni Versace, Karl Lagerfeld, Stella McCartney, Alexander McQueen, Vivianne Westwood, Dolce & Gabanna, Issey Miyake, Julien McDonald, John Galiano, entre otros.

### Euromagazine
Euromagazine ofrece programas, en su mayoría documentales, con formatos innovadores tipo revista televisiva. Los programas de esta categoría incluyen viajes, historia, cocina, entre otros.
- Reyes de España - España
- La cocina de Mimmo - Italia
- Highland Clans - Reino Unido (Escocia)
- Las islas desconocidas - Portugal

## Producciones originales
Además de la emisión de producciones europeas, Eurochannel realiza producciones propias como entrevistas exclusivas con actores y cantantes europeos. También el canal ha realizado especiales de los festivales de cine en Europa, y en 2006 realizaron su primera producción en América Latina: Europa Pauistana.

## Tour Eurochannel de cortometrajes
A través de los años Eurochannel ha realizado una competición llamada el Tour Eurochannel de Cortometrajes. Para esta competición, cineastas presentan sus producciones con temas relativos a Europa. Los cortometrajes ganadores son seleccionados y presentados al aire en el canal en una serie de programas especiales.
El tour de cortometrajes Eurochannel además es presentado alrededor del mundo en embajadas europeas, institutos culturales, universidades, teatros independientes, entre otros. Los países en donde se han presentado en eventos especiales incluyen México, Colombia, Argentina, entre otros.